# 리비아 아랍 공화국
리비아 아랍 공화국(아랍어: ٱلْجُمْهُورِيَّةُ ٱلْعَرَبِيَّة ٱللِّيْبِيَّة 알 자마히리야 알 아라비야 알 리비야[*])는 1969년 쿠데타로 성립되어 1977년 자마히리야 선포 이전까지 리비아에 존속했던 명목상의 공화정부이나, 사실상 무아마르 카다피의 독재정에 불과했다. 그는 나세르주의에 입각한 아랍 민족주의와 아랍 사회주의를 신봉하고 있었으므로 리비아 아랍 공화국 역시 그러한 체제 아래서 운영되었다.